# Ruch (Oregon)
Ruch az Amerikai Egyesült Államok északnyugati részén, Oregon állam Josephine megyéjében, az Oregon Route 62 és az Oregon Route 227 csomópontjában elhelyezkedő statisztikai település. A 2020. évi népszámláláskor 819 lakosa volt.
Az általános iskola fenntartója a Medfordi Tankerület. A helység az Applegate-völgyi borvidék területén fekszik.
A település hídja és őrháza szerepelnek a történelmi helyek jegyzékében.

## Története
Névadója Casper M. Ruch földtulajdonos, aki kovácsműhelyet és boltot létesített. A posta 1897-es megnyitásakor ő nevezhette el a települést; a hivatal 1939-ben zárt be.

## Éghajlat
A település éghajlata mediterrán (a Köppen-skála szerint Csb).
| Hónap                                                                        | Jan.  | Feb.  | Már. | Ápr. | Máj. | Jún. | Júl. | Aug. | Szep. | Okt. | Nov.  | Dec.  | Év    |
| ---------------------------------------------------------------------------- | ----- | ----- | ---- | ---- | ---- | ---- | ---- | ---- | ----- | ---- | ----- | ----- | ----- |
| Rekord max. hőmérséklet (°C)                                                 | 22,0  | 27,0  | 31,0 | 34,0 | 39,0 | 44,0 | 43,0 | 44,0 | 41,0  | 39,0 | 28,0  | 22,0  | 44,0  |
| Átlagos max. hőmérséklet (°C)                                                | 10,2  | 13,0  | 15,8 | 18,6 | 23,8 | 28,0 | 33,3 | 33,0 | 29,3  | 22,3 | 13,4  | 9,2   | 20,9  |
| Átlaghőmérséklet (°C)                                                        | 4,6   | 6,1   | 8,1  | 10,5 | 14,7 | 18,2 | 22,2 | 21,7 | 18,3  | 12,8 | 7,0   | 4,1   | 12,4  |
| Átlagos min. hőmérséklet (°C)                                                | −1,1  | −0,8  | 0,5  | 2,4  | 5,7  | 8,4  | 11,1 | 10,4 | 7,2   | 3,3  | 0,6   | −1,1  | 3,9   |
| Rekord min. hőmérséklet (°C)                                                 | −13,0 | −17,0 | −8,0 | −7,0 | −4,0 | −1,0 | 1,0  | 0,0  | −6,0  | −8,0 | −11,0 | −19,0 | −19,0 |
| Átl. csapadékmennyiség (mm)                                                  | 111   | 77    | 76   | 54   | 36   | 18   | 13   | 10   | 15    | 59   | 100   | 129   | 698   |
| Forrás: Nemzeti Óceán- és Légkörkutatási Hivatal és National Weather Service |       |       |      |      |      |      |      |      |       |      |       |       |       |

## Népesség
A helységnek 2010-ben 840, 2020-ban pedig 819 lakosa volt.

## Fordítás
- Ez a szócikk részben vagy egészben  a   Ruch, Oregon című angol Wikipédia-szócikk ezen változatának fordításán alapul.  Az eredeti cikk szerkesztőit annak laptörténete sorolja fel. Ez a jelzés csupán a megfogalmazás eredetét és a szerzői jogokat jelzi, nem szolgál a cikkben szereplő információk forrásmegjelöléseként.